# Ukryta strategia
Ukryta strategia (ang. Lions for Lambs) – amerykański dramat z 2007 roku w reżyserii Roberta Redforda.

## Opis fabuły
W gabinetach Kongresu zaufany prezydenta, senator Jasper Irving, przekazuje dziennikarce telewizyjnej sensacyjną wiadomość o nowej strategii wojennej. W tym czasie na West Coast University idealistyczny wykładowca, dr Malley, przekonuje zdolnego, ale znudzonego studenta o potrzebie zaangażowania, przestrzegając jednocześnie przed skutkami niewykorzystania jego niezwykłego potencjału.
Równocześnie na drugim końcu świata, w Afganistanie, dwaj byli studenci Malleya, Arian i Ernest, na przekór tezom stawianym przez nauczycieli i polityków, uczestniczą w starciu, od którego zależy nie tylko ich przetrwanie, ale losy nas wszystkich.

## Obsada
- Tom Cruise – Senator Jasper Irving
- Meryl Streep – Janine Roth
- Robert Redford – Profesor Stephen Milley
- Michael Pena – Ernest Rodrigues
- Derek Luke – Arian Finch